# Hồ Bass (California)
Hồ Bass là một hồ nước ngọt ở Sierra Nevada, nằm cách phía bắc vào Vườn quốc gia Yosemite 14 mi (23 km).
Đây là một hồ chứa được công ty Pacific Gas and Electric Company quản lý sử dụng. Ngoài sử dụng hồ chứa này làm thủy điện ra, nước của hồ còn là nguồn thủy lợi cho Thung lũng San Joaquin.
Phần lớn đất quanh hồ là một phần của Rừng quốc gia Sierra. Cục kiểm lâm Hoa Kỳ đã cho phéo hồ này là một khu vực giải trí chính thức và đã phát triển nhiều khu cắm trại và pic nic ở bờ nam của hồ. Bờ bắc của hồ chủ yếu là dành cho các nhà gỗ nhỏ và nhà ở.

## Các hoạt động du lịch

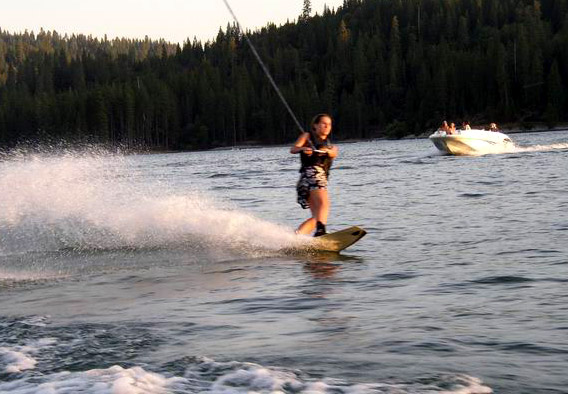
Lướt ván trước khi hoàng hôn.

Phần lớn khu vực xung quanh Hồ Bass được dành cho du lịch. Hồ này được xem là một hồ "nước ấm" vơi nhiệt độ nước 80 độ Fahrenheit vào các tháng mùa Hè. Câu cá, bơi lội, lướt ván, và lái ca nô lướt sóng là những hoạt động phổ biến ở hồ này.